# 明月楼
明月楼位于中国浙江省金华市婺城区城中街道人民东路与明月街交叉口西南侧、金华府城隍庙北侧，始建于北宋宣和年间，原在赤松门东北城墙上，清乾隆初年迁至北城墙上，即今址，今为清光绪十五年（1889）重建。今建筑位于十余米的高台上，为面阔三间的两层楼阁，重檐歇山顶，石构廊柱上镌刻清代楹联。